# Montceaux-lès-Vaudes
Pour les articles homonymes, voir Montceaux (homonymie).
Montceaux-lès-Vaudes est une commune française, située dans le département de l'Aube en région Grand Est.

## Géographie
|                     | Vaudes               |                    |
| Cormost             | Montceaux-lès-Vaudes |                    |
| Les Loges-Margueron |                      | Rumilly-lès-Vaudes |

### Toponymie
"Les Vaudes " n'a été ajouté qu'en 1933.
Le cadastre de 1829 cite au territoire : Belle-Fayte, Bergerie, Cerres, Champ-Berlu, Charmillières, Corbery, le Crot-du-Moulin, Epinotte, l'étang du Roi et celui de Vérien, la Folie, le Rû-de-Chatillon et celui de Vérien, Vendue-Charles.

### Hydrographie
La commune est dans la région hydrographique « la Seine de sa source au confluent de l'Oise (exclu) » au sein du bassin Seine-Normandie. Elle est drainée par l'Hozain, un bras de l'Hozain, le canal 01 de la Vendue Charles, le canal 01 des Pâtures, le Fossé 01 de Corbery, le Fossé 01 de la Vendue Charles, le Fossé 01 de l'Étang, le Fossé 01 des Charmillères, le Fossé 02 de Corbery, le ru de Verien, le ruisseau des Louvières et divers autres petits cours d'eau,.
L'Hozain, d'une longueur de 25 km, prend sa source dans la commune de Lantages et se jette  dans la Seine à Bréviandes, après avoir traversé douze communes.

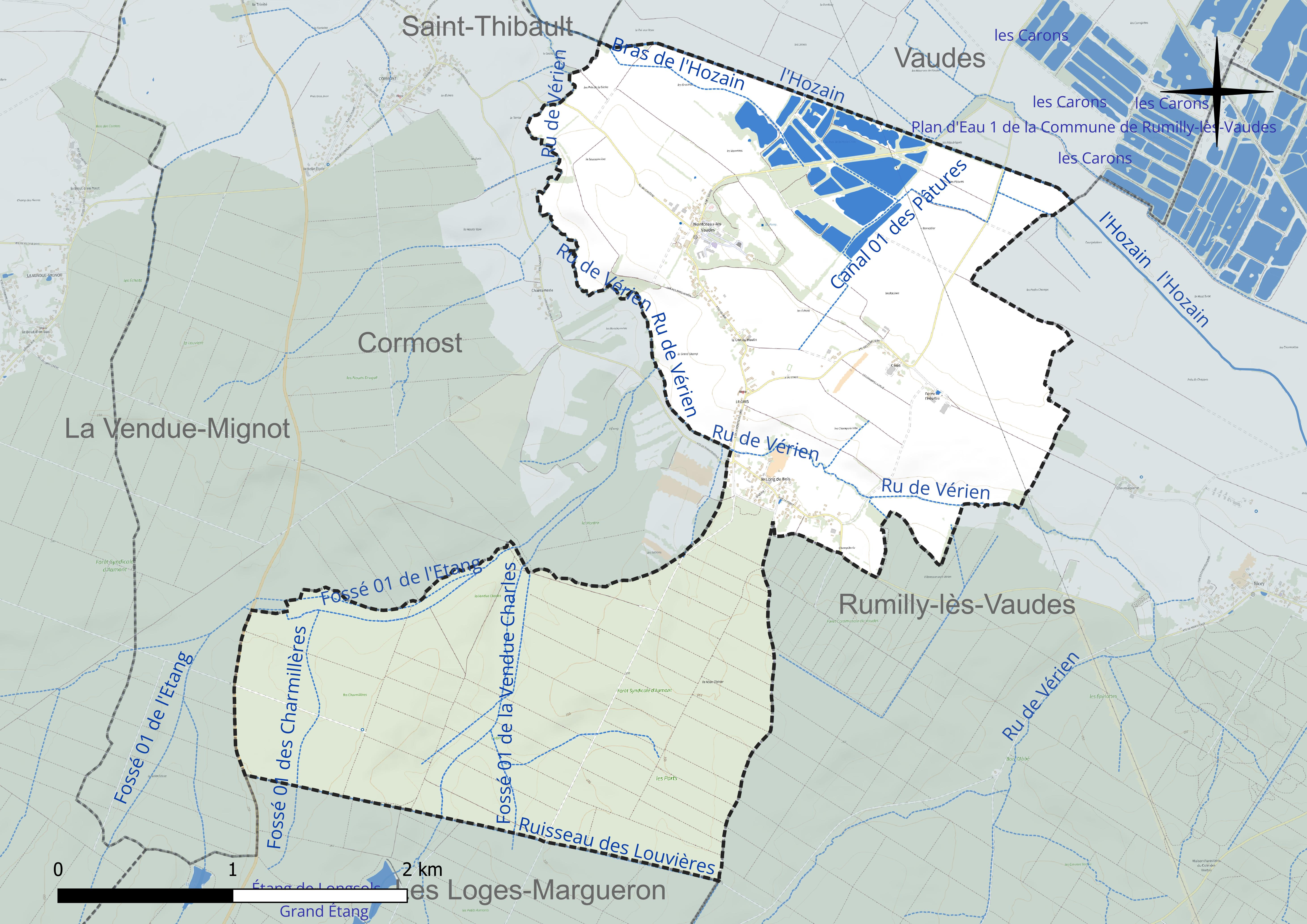
Réseau hydrographique de Montceaux-lès-Vaudes.

### Climat
Pour des articles plus généraux, voir Climat du Grand Est et Climat de l'Aube.
En 2010, le climat de la commune est de type climat océanique dégradé des plaines du Centre et du Nord, selon une étude du Centre national de la recherche scientifique s'appuyant sur une série de données couvrant la période 1971-2000. En 2020, Météo-France publie une typologie des climats de la France métropolitaine dans laquelle la commune est exposée à un climat océanique altéré et est dans la région climatique Lorraine, plateau de Langres, Morvan, caractérisée par un hiver rude (1,5 °C), des vents modérés et des brouillards fréquents en automne et hiver.
Pour la période 1971-2000, la température annuelle moyenne est de 10,5 °C, avec une amplitude thermique annuelle de 15,9 °C. Le cumul annuel moyen de précipitations est de 735 mm, avec 11,5 jours de précipitations en janvier et 7,9 jours en juillet. Pour la période 1991-2020, la température moyenne annuelle observée sur la station météorologique de Météo-France la plus proche, « Saint-Pouange », sur la commune de Saint-Pouange à 12 km à vol d'oiseau, est de 11,5 °C et le cumul annuel moyen de précipitations est de 707,5 mm. 
La température maximale relevée sur cette station est de 42,2 °C, atteinte le 24 juillet 2019 ; la température minimale est de −21 °C, atteinte le 9 janvier 1985,,.
Les paramètres climatiques de la commune ont été estimés pour le milieu du siècle (2041-2070) selon différents scénarios d'émission de gaz à effet de serre à partir des nouvelles projections climatiques de référence DRIAS-2020. Ils sont consultables sur un site dédié publié par Météo-France en novembre 2022.

## Urbanisme

### Typologie
Au 1er janvier 2024, Montceaux-lès-Vaudes est catégorisée commune rurale à habitat dispersé, selon la nouvelle grille communale de densité à 7 niveaux définie par l'Insee en 2022.
Elle est située hors unité urbaine. Par ailleurs la commune fait partie de l'aire d'attraction de Troyes, dont elle est une commune de la couronne,. Cette aire, qui regroupe 209 communes, est catégorisée dans les aires de 200 000 à moins de 700 000 habitants,.

### Occupation des sols
L'occupation des sols de la commune, telle qu'elle ressort de la base de données européenne d’occupation biophysique des sols Corine Land Cover (CLC), est marquée par l'importance des territoires agricoles (48,6 % en 2018), une proportion identique à celle de 1990 (48,6 %). La répartition détaillée en 2018 est la suivante : 
forêts (43,6 %), terres arables (32,8 %), prairies (14,8 %), eaux continentales (4,5 %), zones urbanisées (3,2 %), zones agricoles hétérogènes (1 %). L'évolution de l’occupation des sols de la commune et de ses infrastructures peut être observée sur les différentes représentations cartographiques du territoire : la carte de Cassini (XVIIIe siècle), la carte d'état-major (1820-1866) et les cartes ou photos aériennes de l'IGN pour la période actuelle (1950 à aujourd'hui).

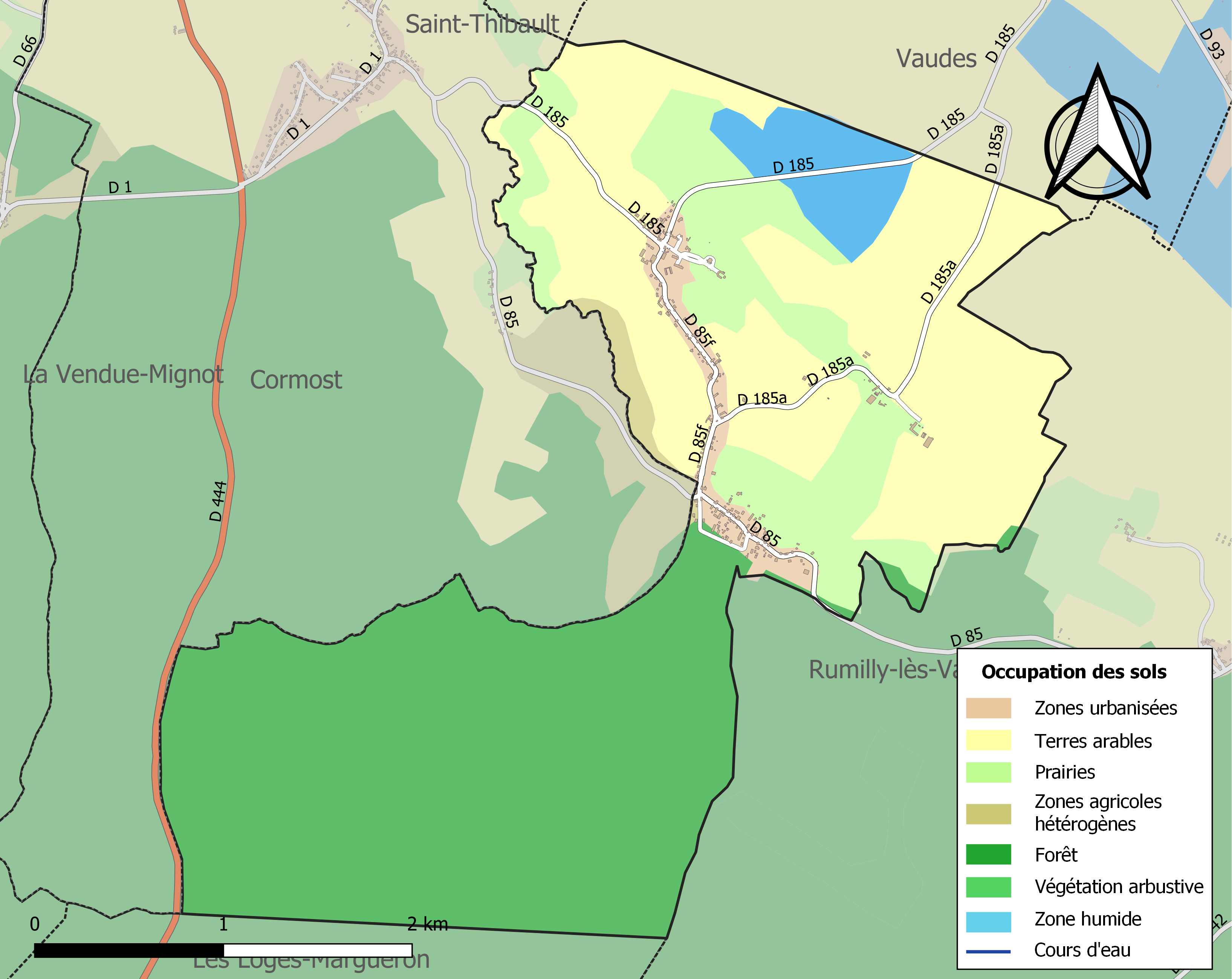
Carte des infrastructures et de l'occupation des sols de la commune en 2018 (CLC).

## Histoire
La seigneurie dépendait en 1250 de l'abbaye de Molesme et du comte de Champagne ; le fief relevait de L'Isle et il n'est pas assuré que les Montceaux étaient seigneurs de Montceaux avant 1249.
Le château est cité dès 1398, en face de l'église et avait un fossé circulaire. Le château actuel est construit entre 1853 et 54 pour M. Ernest Louis Patrice de Feu de La Mothe. Il était louvetier sur le secteur. Le château a brûlé en 1910 et son propriétaire, M. Bordas-Larribe le fit reconstruire.
En 1789, le village était de l'intendance et de la généralité de Châlons, de l'élection et du bailliage de Troyes.

### Cerres
Aussi sous la forme Serre, Cerre, Sandri cité avant 854 par Charles le Chauve comme possession de l'abbaye de Montier. Comme seigneur de Cerres, il y avait en 1196, Belin de Roserio et son épouse Pétronille qui firent à cette date une donation, sous le sceau de Garnier évêque de Troyes, qui servit de base à la création de la commanderie de Serre-lès-Montceaux.

## Politique et administration
| Période                                  | Période  | Identité                                               | Étiquette | Qualité     |
| ---------------------------------------- | -------- | ------------------------------------------------------ | --------- | ----------- |
| mars 2001                                | En cours | M. Alain Van De Rostyne Réélu pour le mandat 2020-2026 | DVD       | Agriculteur |
| Les données manquantes sont à compléter. |          |                                                        |           |             |

## Démographie
L'évolution du nombre d'habitants est connue à travers les recensements de la population effectués dans la commune depuis 1793. Pour les communes de moins de 10 000 habitants, une enquête de recensement portant sur toute la population est réalisée tous les cinq ans, les populations de référence des années intermédiaires étant quant à elles estimées par interpolation ou extrapolation. Pour la commune, le premier recensement exhaustif entrant dans le cadre du nouveau dispositif a été réalisé en 2006.

En 2022, la commune comptait 246 habitants, en évolution de −2,38 % par rapport à 2016 (Aube : +0,7 %, France hors Mayotte : +2,11 %).
| 1793 | 1800 | 1806 | 1821 | 1831 | 1836 | 1841 | 1846 | 1851 |
| ---- | ---- | ---- | ---- | ---- | ---- | ---- | ---- | ---- |
| 332  | 338  | 346  | 343  | 544  | 368  | 384  | 384  | 412  |

| 1856 | 1861 | 1866 | 1872 | 1876 | 1881 | 1886 | 1891 | 1896 |
| ---- | ---- | ---- | ---- | ---- | ---- | ---- | ---- | ---- |
| 366  | 373  | 376  | 335  | 325  | 285  | 308  | 292  | 298  |

| 1901 | 1906 | 1911 | 1921 | 1926 | 1931 | 1936 | 1946 | 1954 |
| ---- | ---- | ---- | ---- | ---- | ---- | ---- | ---- | ---- |
| 267  | 238  | 214  | 218  | 206  | 224  | 204  | 232  | 187  |

| 1962 | 1968 | 1975 | 1982 | 1990 | 1999 | 2006 | 2011 | 2016 |
| ---- | ---- | ---- | ---- | ---- | ---- | ---- | ---- | ---- |
| 173  | 202  | 179  | 232  | 223  | 217  | 241  | 264  | 252  |

| 2021 | 2022 | - | - | - | - | - | - | - |
| ---- | ---- | - | - | - | - | - | - | - |
| 251  | 246  | - | - | - | - | - | - | - |

## Lieux et monuments
- Le château de Montceaux-lès-Vaudes - est un centre médico-éducatif jusqu'en 2021.
- L'église Sainte-Syre qui était de la paroisse  du Grand-doyenné de Troyes comme succursale de celle de Vaudès. Le bâtiment actuel est du XIXe siècle mais elle possède des verrières du XVIe siècle comme la baie 9 représentant sainte Syre[22], la baie 7 représentant l'Arbre de Gessé[23], la baie 2 représentant l'Entrée à Jérusalem[24]. Une série de statues : Vierge de Pitié[25] ; sainte Barbe[26] en bois polychrome et un saint Eutrope[27] qui sont aussi du XVIe siècle.

## Héraldique
| Blason de Montceaux-lès-Vaudes | Blason  | De sinople aux trois têtes arrachées de faucon d'or, au chef cousu d'azur à la croix templière d'argent. |
| Blason de Montceaux-lès-Vaudes | Détails | Le statut officiel du blason reste à déterminer.                                                         |